# Лигдамиды
Лигдамиды (др.-греч. Λύγδαμις; ок. 520—450 гг. до н. э.) — тираны в Карии, подчинялись верховной власти правителей Ахеменидской державы после завоевания военачальником Кира II Великого Гарпагом. Династия основана правителем Галикарнаса Лигдамидом I.

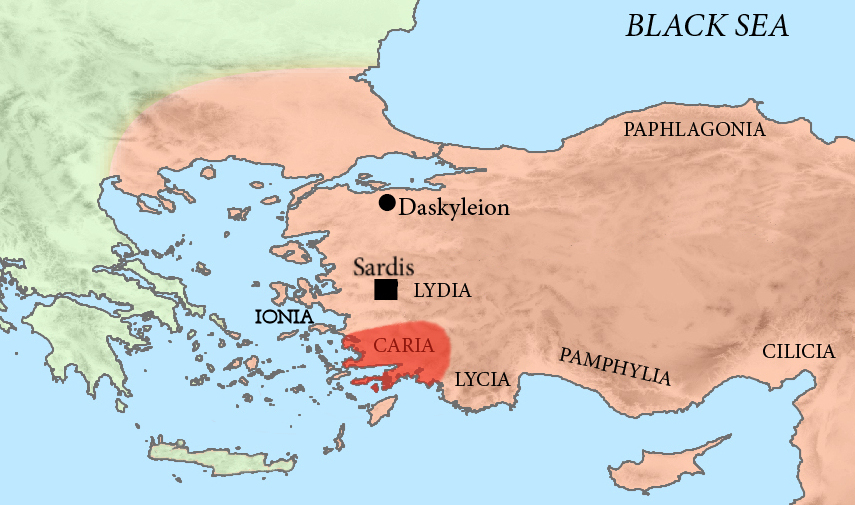
Лигдамид II правил Карии, подчиняясь власти Державы Ахеменидов

Последний представитель династии Лигдамид II умер ок 454 г. до н. э., после чего Галикарнас был присоединён к Афинскому морскому союзу. В то время Галикарнас появлялся в списках квот на дань.
С 395 г. до н. э. Кария повторно находилась под контролем Державы Ахеменидов и управлялась новой династией тиранов Гекатомнидов.

## Список правителей
- Лигдамид I (ок. 520—484 до н. э.)
- Артемисия I (ок. 484—460 до н. э.)
- Писинделид (ок. 460—454 до н. э.)
- Лигдамид II (ок. 454—450 до н. э.)